# Hervé Cassagnabère
Hervé Cassagnabère (* 1976 in Bayonne) ist ein französischer Jurist. Er ist Richter am Gericht der Europäischen Union.

## Leben und Wirken
Cassagnabère studierte zunächst Politikwissenschaft am Institut d’études politiques de Bordeaux, wo er 1997 seinen Abschluss machte. 1999 folgte ein wirtschaftswissenschaftlicher Abschluss an der École des hautes études commerciales de Paris. Dem schloss er ein Studium der Verwaltungswissenschaften an der École nationale d’administration, das er 2004 beendete. Anschließend trat er als Berichterstatter der 4. Kammer der Streitsachenabteilung in den Dienst des französischen Conseil d’État. Von 2008 bis 2010 war er als Berater für Kultur an das Kabinett des französischen Premierministers abgeordnet. Anschließend wurde er per Ministerialdekret Generaldirektor des Musée Picasso. 2012 wurde Cassagnabère für acht Jahre als Rechtsreferent an den Gerichtshof der Europäischen Union abgeordnet. Nach seiner Rückkehr 2020 nach Frankreich kehrte er auch an den Conseil d’État zurück, wo er beisitzender Richter der 8. Kammer wurde. Ab 2021 war er auch Mitglied der Abteilung innere Angelegenheiten des Staatsrats, die für verschiedene Ministerien Rechtsgutachten zu Gesetzesvorhaben erarbeitet. Zudem war er Gemeinderatsmitglied der Gemeinde Biarritz.
Neben seiner Tätigkeit bei Gericht und in der Verwaltung war er auch als Lehrbeauftragter für öffentliches Recht an den Instituts d’études politiques in Bordeaux und Paris, der École de formation de barreau, der Europäischen Rechtsakademie und am Institut de formation et de recherche des avocats aux conseils tätig.
Am 7. Oktober 2024 wurde Cassagnabère zum Richter am Gericht der Europäischen Union ernannt.